# ترانه‌شناسی نیوجینز
گروه دخترانه اهل کره جنوبی، نیوجینز، دو آلبوم چندآهنگه، سه آلبوم تک‌آهنگ، ده تک‌آهنگ و پنج تک‌آهنگ تبلیغاتی منتشر کرده است. گروه زیر نظر ادور، زیرمجموعهٔ هایب کورپوریشن در ژوییه ۲۰۲۲ فعالیتش را آغاز کرد و متشکل از مین‌جی، هانی، دنیل، هه‌رین و هه‌این است.
نخستین اثر گروه آلبوم چندآهنگهٔ نیو جینز (۲۰۲۲) بود که در صدر جدول آلبوم‌های گائون قرار گرفت و به پرفروش‌ترین نخستین فعالیت یک اکت کی پاپ بین هنرمندان زن، با فروش بیش از یک میلیون کپی، تبدیل شد. این آلبوم توسط سه تک‌آهنگ «توجه»، «هایپ بوی» و «کوکی» حمایت شد. «توجه» و «هایپ بوی» گواهی‌نامهٔ پلاتین برای استریم در کره جنوبی و گواهی‌نامهٔ طلا برای استریم در ژاپن به دست آوردند. ترانهٔ «توجه» در صدر جدول دیجیتال گائون قرار گرفت و ترانهٔ «هایپ بوی» به طولانی‌ترین مدت قرارگیری در جدول ۲۰۰ آهنگ جهانیبیلبورد توسط یک اکت کی پاپ زن تبدیل شد.
نخستین آلبوم تک‌آهنگ نیوجینز به نام اوه خدای من (۲۰۲۳)، دومین اثر قرار گرفته در جایگاه شماره یک جدول آلبوم‌های گائون از این گروه بود و به تاپ ۱۰ جدول‌های موسیقی در ژاپن و پرتغال رسید. این آلبوم تک‌آهنگ در کره جنوبی بیش از یک میلیون کپی فروخت و توسط دو تک‌آهنگ «دیتو» و «اوه خدای من» حمایت شد که هر دوی آنها گواهی‌نامهٔ پلاتین برای استریم در ژاپن دریافت کردند. «دیتو» همچنین گواهی‌نامهٔ پلاتین برای استریم در کره جنوبی دریافت کرد و به ترانه‌ای با طولانی‌ترین مدت قرارگیری در جایگاه شماره یک جدول دیجیتال گائون تبدیل شد. این ترانه نخستین ورودی به جدول‌های بین‌المللی از جمله ۱۰۰ تک‌آهنگ داغ کانادا، جدول تک‌آهنگ‌های بریتانیا و بیلبورد هات ۱۰۰ ایالات متحده بود.
دومین آلبوم چندآهنگهٔ نیوجینز به نام بلند شو (۲۰۲۳) بیش از یک میلیون کپی فروخت و در تاپ ۱۰ جدول‌های موسیقی در کره جنوبی، اتریش، کانادا، فرانسه، آلمان، ژاپن، نیوزیلند، سوئیس و کشورهای دیگر قرار گرفت. در ایالات متحده، این آلبوم چندآهنگه به اولین اثر این گروه تبدیل شد که وارد بیلبورد ۲۰۰ می‌شود. این آلبوم توسط این سه تک‌آهنگ، «فوق‌العاده خجالتی»، «با تو باحاله» و «ئی‌تی‌ای» حمایت شد. «فوق‌العاده خجالتی» به سومین تک‌آهنگ نیوجینز تبدیل شد که در جایگاه شماره یک جدول دیجیتال گائون می‌رسد و به تک‌آهنگ گروه با بهترین عملکرد در جدول‌های بین‌المللی نیز تبدیل شده است.

## آلبوم‌های چندآهنگه
| عنوان                                                                         | جزئیات                                                                                | بالاترین جایگاه جدول | بالاترین جایگاه جدول | بالاترین جایگاه جدول | بالاترین جایگاه جدول | بالاترین جایگاه جدول | بالاترین جایگاه جدول | بالاترین جایگاه جدول | بالاترین جایگاه جدول | بالاترین جایگاه جدول | بالاترین جایگاه جدول | فروش‌ها                                                        | گواهی‌نامه‌ها                                      |
| عنوان                                                                         | جزئیات                                                                                | KOR                  | AUT                  | CAN                  | FRA                  | GER                  | JPN                  | NZ                   | SWI                  | UK                   | US                   | فروش‌ها                                                        | گواهی‌نامه‌ها                                      |
| ----------------------------------------------------------------------------- | ------------------------------------------------------------------------------------- | -------------------- | -------------------- | -------------------- | -------------------- | -------------------- | -------------------- | -------------------- | -------------------- | -------------------- | -------------------- | ------------------------------------------------------------- | ------------------------------------------------ |
| نیو جینز                                                                      | - انتشار: ۱ اوت ۲۰۲۲ - ناشر: ادور، وای‌جی پلاس - فرمت: سی‌دی، دانلود دیجیتال، استریم    | ۱                    | —                    | —                    | —                    | ۹۱                   | ۱۲                   | —                    | —                    | —                    | —                    | - کره جنوبی: ۱٬۶۰۹٬۲۲۹ - ژاپن: ۲۰٬۲۵۱                         | - کی‌ام‌سی‌ای: میلیون - کی‌ام‌سی‌ای: ۲× پلاتین (وی‌ورس) |
| بلند شو                                                                       | - انتشار: ۲۱ ژوئیه ۲۰۲۳ - ناشر: ادور، وای‌جی پلاس - فرمت: سی‌دی، دانلود دیجیتال، استریم | ۲                    | ۷                    | ۴                    | ۵                    | ۱۰                   | ۴                    | ۳                    | ۸                    | ۱۵                   | ۱                    | - کره جنوبی: ۲٬۱۴۶٬۰۱۰ - ژاپن: ۶۳٬۱۸۹ - ایالات متحده: ۳۳۲٬۰۰۰ | - کی‌ام‌سی‌ای: میلیون - کی‌ام‌سی‌ای: پلاتین (وی‌ورس)    |
| نشانهٔ «—» مواردی را نشان می‌دهد که در آن کشور منتشر نشده یا به جدول نرسیده‌اند. |                                                                                       |                      |                      |                      |                      |                      |                      |                      |                      |                      |                      |                                                               |                                                  |

## آلبوم‌های تک‌آهنگ
| عنوان                                                                         | جزئیات                                                                                | بالاترین جایگاه جدول | بالاترین جایگاه جدول | بالاترین جایگاه جدول | بالاترین جایگاه جدول | بالاترین جایگاه جدول | فروش‌ها                                | گواهی‌نامه‌ها                                    |
| عنوان                                                                         | جزئیات                                                                                | KOR                  | BEL (FL)             | CRO                  | JPN                  | POR                  | فروش‌ها                                | گواهی‌نامه‌ها                                    |
| ----------------------------------------------------------------------------- | ------------------------------------------------------------------------------------- | -------------------- | -------------------- | -------------------- | -------------------- | -------------------- | ------------------------------------- | ---------------------------------------------- |
| اوه خدای من                                                                   | - انتشار: ۲ ژانویه ۲۰۲۳ - ناشر: ادور، وای‌جی پلاس - فرمت: سی‌دی، دانلود دیجیتال، استریم | ۱                    | ۶۹                   | ۱۳                   | ۲                    | ۸                    | - کره جنوبی: ۱٬۶۶۷٬۲۷۱ - ژاپن: ۳۵٬۴۱۸ | - کی‌ام‌سی‌ای: میلیون - کی‌ام‌سی‌ای: پلاتین (وی‌ورس)  |
| چقدر شیرین                                                                    | - انتشار: ۲۴ مه ۲۰۲۴ - ناشر: ادور، وای‌جی پلاس - فرمت: سی‌دی، دانلود دیجیتال، استریم    | ۱                    | —                    | ۹                    | ۶                    | —                    | - کره جنوبی: ۱٬۱۲۱٬۲۸۷ - ژاپن: ۴۶٬۵۱۰ | - کی‌ام‌سی‌ای: ۳× پلاتین                          |
| فراطبیعی                                                                      | - انتشار: ۲۱ ژوئن ۲۰۲۴ - ناشر: ادور، وای‌جی پلاس - فرمت: سی‌دی، دانلود دیجیتال، استریم  | ۱                    | —                    | ۱۴                   | ۴                    | —                    | - کره جنوبی: ۱٬۰۲۱٬۷۳۰ - ژاپن: ۶۴٬۱۳۲ | - کی‌ام‌سی‌ای: ۳× پلاتین - آرآی‌ای‌جی: طلا (فیزیکی) |
| نشانهٔ «—» مواردی را نشان می‌دهد که در آن کشور منتشر نشده یا به جدول نرسیده‌اند. |                                                                                       |                      |                      |                      |                      |                      |                                       |                                                |

## آلبوم‌های ریمیکس
| عنوان           | جزئیات                                                                           | بالاترین جایگاه جدول | بالاترین جایگاه جدول | فروش‌ها      |
| عنوان           | جزئیات                                                                           | JPN Hot              | JPN Dig.             | فروش‌ها      |
| --------------- | -------------------------------------------------------------------------------- | -------------------- | -------------------- | ----------- |
| ان‌جی‌دابلیوام‌اکس | - انتشار: ۱۹ دسامبر ۲۰۲۳ - ناشر: ادور، وای‌جی پلاس - فرمت: دانلود دیجیتال، استریم | ۶۲                   | ۱۴                   | - ژاپن: ۵۶۶ |

## تک‌آهنگ‌ها

### تک‌آهنگ‌های کره‌ای
| عنوان | سال  | بالاترین جایگاه جدول | بالاترین جایگاه جدول | بالاترین جایگاه جدول | بالاترین جایگاه جدول | بالاترین جایگاه جدول | بالاترین جایگاه جدول | بالاترین جایگاه جدول | بالاترین جایگاه جدول | بالاترین جایگاه جدول | بالاترین جایگاه جدول | Sales                                       | گواهی‌نامه‌ها                              | آلبوم       |
| عنوان | سال  | KOR                  | KOR Songs            | AUS                  | CAN                  | JPN Hot              | NZ                   | UK                   | US                   | VIE                  | WW                   | Sales                                       | گواهی‌نامه‌ها                              | آلبوم       |
| --- | ---- | -------------------- | -------------------- | -------------------- | -------------------- | -------------------- | -------------------- | -------------------- | -------------------- | -------------------- | -------------------- | ------------------------------------------- | ---------------------------------------- | ----------- |
| «توجه» | ۲۰۲۲ | ۱                    | ۱                    | —                    | —                    | —                    | —                    | —                    | —                    | ۸                    | ۵۴                   |                                             | - کی‌ام‌سی‌ای: پلاتین - آرآی‌ای‌جی: طلا       | نیو جینز    |
| «هایپ بوی» | ۲۰۲۲ | ۲                    | ۱                    | —                    | ۹۵                   | ۴۱                   | —                    | —                    | —                    | ۹                    | ۵۲                   |                                             | - کی‌ام‌سی‌ای: ۲× پلاتین - آرآی‌ای‌جی: پلاتین | نیو جینز    |
| «کوکی» | ۲۰۲۲ | ۹                    | ۶                    | —                    | —                    | —                    | —                    | —                    | —                    | ۲۱                   | —                    |                                             | - آرآی‌ای‌جی: طلا                          | نیو جینز    |
| «دیتو» | ۲۰۲۲ | ۱                    | ۱                    | ۵۴                   | ۴۳                   | ۹                    | —                    | ۹۵                   | ۸۲                   | ۱                    | ۸                    | - JPN: 14,117 (dig.) - WW: 4,000            | - کی‌ام‌سی‌ای: پلاتین - آرآی‌ای‌جی: ۲× پلاتین | اوه خدای من |
| «اوه خدای من» | ۲۰۲۳ | ۲                    | ۱                    | ۴۳                   | ۳۵                   | ۷                    | ۳۱                   | —                    | ۷۴                   | ۱                    | ۱۰                   | - JPN: 3,334 (dig.)                         | - کی‌ام‌سی‌ای: پلاتین - آرآی‌ای‌جی: پلاتین    | اوه خدای من |
| «فوق‌العاده خجالتی» | ۲۰۲۳ | ۱                    | ۱                    | ۱۴                   | ۲۶                   | ۱۰                   | ۱۶                   | ۵۲                   | ۴۸                   | ۲                    | ۲                    | - JPN: 1,655 (dig.) - US: 2,000 - WW: 6,000 | - کی‌ام‌سی‌ای: پلاتین - آرآی‌ای‌جی: پلاتین    | بلند شو     |
| «با تو باحاله» | ۲۰۲۳ | ۱۴                   | ۱۳                   | ۴۰                   | ۵۷                   | ۴۳                   | —                    | —                    | ۹۳                   | ۷                    | ۲۲                   |                                             |                                          | بلند شو     |
| «ئی‌تی‌ای» | ۲۰۲۳ | ۲                    | ۲                    | ۳۴                   | ۴۸                   | ۸                    | ۳۶                   | —                    | ۸۱                   | ۱۱                   | ۱۲                   | - JPN: 13,364 (dig.)                        | - آرآی‌ای‌جی: پلاتین                       | بلند شو     |
| «چقدر شیرین» | ۲۰۲۴ | ۲                    | ۲                    | ۸۷                   | ۶۷                   | ۱۴                   | —                    | —                    | —                    | *                    | ۱۵                   | - JPN: 5,146 (dig.)                         |                                          | چقدر شیرین  |
| نشانهٔ «—» مواردی را نشان می‌دهد که در آن کشور منتشر نشده یا به جدول نرسیده‌اند. "*" denotes a chart did not exist at that time. |      |                      |                      |                      |                      |                      |                      |                      |                      |                      |                      |                                             |                                          |             |

### تک‌آهنگ‌های ژاپنی
| عنوان      | سال  | بالاترین جایگاه جدول | بالاترین جایگاه جدول | بالاترین جایگاه جدول | بالاترین جایگاه جدول | بالاترین جایگاه جدول | بالاترین جایگاه جدول | بالاترین جایگاه جدول | بالاترین جایگاه جدول | بالاترین جایگاه جدول | بالاترین جایگاه جدول | فروش                 | آلبوم    |
| عنوان      | سال  | KOR                  | KOR Songs            | CAN                  | JPN Hot              | MYS                  | NZ Hot               | SGP                  | TWN                  | US World Dig.        | WW                   | فروش                 | آلبوم    |
| ---------- | ---- | -------------------- | -------------------- | -------------------- | -------------------- | -------------------- | -------------------- | -------------------- | -------------------- | -------------------- | -------------------- | -------------------- | -------- |
| «فراطبیعی» | ۲۰۲۴ | ۴                    | ۱                    | ۱۰۰                  | ۷                    | ۲۳                   | ۱۳                   | ۱۰                   | ۷                    | ۲                    | ۲۵                   | - JPN: 11,089 (dig.) | فراطبیعی |

## تک‌آهنگ‌های تبلیغاتی
| عنوان                                                                         | سال  | بالاترین جایگاه جدول | بالاترین جایگاه جدول | بالاترین جایگاه جدول | بالاترین جایگاه جدول | بالاترین جایگاه جدول | بالاترین جایگاه جدول | بالاترین جایگاه جدول | آلبوم                 |
| عنوان                                                                         | سال  | KOR                  | KOR Songs            | CAN                  | JPN Hot              | NZ Hot               | US Bub.              | WW                   | آلبوم                 |
| ----------------------------------------------------------------------------- | ---- | -------------------- | -------------------- | -------------------- | -------------------- | -------------------- | -------------------- | -------------------- | --------------------- |
| «صفر»                                                                         | ۲۰۲۳ | ۱۲                   | ۱۱                   | —                    | ۵۸                   | ۲۹                   | —                    | —                    | تک‌آهنگ بدون آلبوم     |
| «همانی که هستی باش (جادوی واقعی)»                                             | ۲۰۲۳ | —                    | —                    | —                    | —                    | —                    | —                    | —                    | ورلد میوزیک ریدیو     |
| «محدودیت زیبا» (아름다운 구속)                                                | ۲۰۲۳ | ۱۵۱                  | —                    | —                    | —                    | —                    | —                    | —                    | اواس‌تی به سوی زمان تو |
| «خدایان»                                                                      | ۲۰۲۳ | ۳۱                   | ۲۳                   | ۷۴                   | —                    | ۱۱                   | ۱۹                   | ۷۵                   | تک‌آهنگ بدون آلبوم     |
| «شب ما زیباتر از روز شماست» (우리의 밤은 당신의 낮보다 아름답다)              | ۲۰۲۳ | ۱۸۳                  | —                    | —                    | —                    | —                    | —                    | —                    | اواس‌تی شیطان من       |
| نشانهٔ «—» مواردی را نشان می‌دهد که در آن کشور منتشر نشده یا به جدول نرسیده‌اند. |      |                      |                      |                      |                      |                      |                      |                      |                       |

## سایر آهنگ‌ها در جدول‌ها
| عنوان                                                                         | سال  | بالاترین جایگاه جدول | بالاترین جایگاه جدول | بالاترین جایگاه جدول | بالاترین جایگاه جدول | بالاترین جایگاه جدول | بالاترین جایگاه جدول | بالاترین جایگاه جدول | بالاترین جایگاه جدول | بالاترین جایگاه جدول | فروش‌ها              | گواهی‌نامه‌ها     |
| عنوان                                                                         | سال  | KOR                  | KOR Songs            | AUS                  | CAN                  | JPN Hot              | NZ Hot               | US Bub.              | VIE                  | WW                   | فروش‌ها              | گواهی‌نامه‌ها     |
| ----------------------------------------------------------------------------- | ---- | -------------------- | -------------------- | -------------------- | -------------------- | -------------------- | -------------------- | -------------------- | -------------------- | -------------------- | ------------------- | --------------- |
| «زخمی»                                                                        | ۲۰۲۲ | ۸۵                   | ۱۷                   | —                    | —                    | —                    | —                    | —                    | ۵۳                   | —                    |                     | نیو جینز        |
| «نیو جینز»                                                                    | ۲۰۲۳ | ۸                    | ۲                    | ۵۳                   | ۶۲                   | ۴۶                   | ۶                    | ۵                    | ۱۴                   | ۲۵                   |                     | بلند شو         |
| «بلند شو»                                                                     | ۲۰۲۳ | ۳۳                   | —                    | ۸۲                   | ۷۹                   | —                    | ۷                    | ۲۲                   | ۲۱                   | ۵۷                   |                     | بلند شو         |
| «ای‌اس‌ای‌پی»                                                                    | ۲۰۲۳ | ۲۰                   | ۲۵                   | ۶۴                   | ۷۰                   | ۷۹                   | ۹                    | ۱۶                   | ۱۳                   | ۳۳                   |                     | بلند شو         |
| «دیتو» (ریمیکس ۲۵۰)                                                           | ۲۰۲۳ | —                    | —                    | —                    | —                    | —                    | —                    | —                    | —                    | —                    |                     | ان‌جی‌دابلیوام‌اکس |
| «اوه خدای من» (ریمیکس فرانک)                                                  | ۲۰۲۳ | —                    | —                    | —                    | —                    | —                    | —                    | —                    | —                    | —                    |                     | ان‌جی‌دابلیوام‌اکس |
| «توجه» (ریمیکس ۲۵۰)                                                           | ۲۰۲۳ | —                    | —                    | —                    | —                    | —                    | —                    | —                    | —                    | —                    |                     | ان‌جی‌دابلیوام‌اکس |
| «هایپ بوی» (ریمیکس ۲۵۰)                                                       | ۲۰۲۳ | —                    | —                    | —                    | —                    | —                    | —                    | —                    | —                    | —                    |                     | ان‌جی‌دابلیوام‌اکس |
| «کوکی» (ریمکس فرانک)                                                          | ۲۰۲۳ | —                    | —                    | —                    | —                    | —                    | —                    | —                    | —                    | —                    |                     | ان‌جی‌دابلیوام‌اکس |
| «زخمی» (ریمیکس ۲۵۰)                                                           | ۲۰۲۳ | —                    | —                    | —                    | —                    | —                    | —                    | —                    | —                    | —                    |                     | ان‌جی‌دابلیوام‌اکس |
| «آدامس بادکنکی»                                                               | ۲۰۲۴ | ۳                    | ۳                    | —                    | —                    | ۴۰                   | ۵                    | —                    | —                    | ۳۰                   | - JPN: 6,163 (dig.) | چقدر شیرین      |
| «همین حالا»                                                                   | ۲۰۲۴ | ۲۵                   | ۱۵                   | —                    | —                    | ۴۷                   | ۱۹                   | —                    | —                    | ۸۱                   | - JPN: 3,578 (dig.) | فراطبیعی        |
| نشانهٔ «—» مواردی را نشان می‌دهد که در آن کشور منتشر نشده یا به جدول نرسیده‌اند. |      |                      |                      |                      |                      |                      |                      |                      |                      |                      |                     |                 |